# LJN
LJN était un fabricant de jouets et un éditeur de jeux vidéo, de 1970 à 1995.
Ils ont créé de nombreux jouets et jeux vidéo basés sur des films populaires, des émissions télévisées et des célébrités. connu comme étant d'une qualité très médiocre.

## Histoire
LJN est fondé en octobre 1970 par Jack Friedman (qui fonda ensuite THQ et Jakks Pacific) en utilisant les fonds de son ancien employeur Norman J. Lewis Associates. Le nom LJN vient des initiales de Lewis J. Norman, l'inverse de Norman J. Lewis. Jack Friedman est président de LJN et sa compagnie est même soutenue au début par son ancien patron Monsieur Norman Lewis mais ce dernier vend par la suite sa part à un investisseur chinois,.
Le 26 mars 1985, MCA accepte d'acquérir 63% de LJN en échange de 39,8 million $ sous forme d'actions,. La transaction s'est finalisée au coût de 67 millions $. En 1987, LJN devient éditeur de jeux vidéo pour la Nintendo Entertainment System. Ce n'est pas la première aventure de MCA dans le secteur vidéoludique qui avait dans le passé crée la division MCA Video Games en collaboration avec Atari Inc. pour sortir des jeux basés sur les propriétés intellectuelles de MCA.
Après l'acquisition par MCA, les revenus de LJN ont doublé à 27 millions $ en 1986 et ont continué de grimper jusqu'au début de 1987. Toutefois, un défaut dans la ligne de jouets Entertech, fabriqués par LJN, fait diminuer les profits de MCA de 79,5% pour descendre à 8,1 millions $ durant le deuxième trimestre de 1987,. Par conséquent, Friedman quitte la compagnie la même année.
Le 22 janvier 1990, MCA annonce ses intentions de vendre LJN, toujours déficitaire,. Le 13 mars 1990, LJN est vendu à Acclaim Entertainment,. Encore cette fois, la transaction se traduit en actions plutôt qu'argent monétaire, dans ce contexte des parts d'Acclaim pour MCA.
Sous Acclaim, LJN poursuit ses activités dans l'édition de jeu vidéo. Acclaim utilise LJN pour dépasser la limite annuelle de jeux que Nintendo permet normalement à une compagnie tierce d'éditer sur sa console. Même après l'abandon de cette restriction au début des années 90, Acclaim conserve LJN qui édite de nombreux jeux sur Super Nintendo Entertainment System et Game Boy. Bien que Acclaim soit chargé de la distribution de ces jeux chez les détaillants, c'est LJN qui en assure l'édition et le marketing.
LJN cesse définitivement ses activités en 1995. En l'an 2000, Acclaim utilise la bannière LJN pour éditer la version Dreamcast du jeu de course Spirit of Speed 1937.

## Liste de leurs lignes de jouets
- 255 Computer Command Cars
- Advanced Dungeons and Dragons
- Retour vers le futur 2
- Baseball Talk
- Bionic Six
- Boy George
- Brooke Shields
- Cosmocats
- Dune
- E.T.
- Emergency!
- Entertech
- Ethosrox
- Gremlins
- Indiana Jones et le Temple maudit
- Magnum P.I.
- Michael Jackson
- Oodles
- Photon Warrior Figures
- Plantsters
- Road Rovers
- Road Stars
- Roll 'n Rocker
- Rookies
- Rough Riders
- Suckers
- S.W.A.T
- Switch Force
- Thundercats
- Tigersharks
- Tiny Dinos
- Video Art
- Voltron
- Qui veut la peau de Roger Rabbit
- Wrestling Superstars
- Terminator

## Liste de leurs jeux vidéo
- Alien 3
- A Nightmare on Elm Street
- Retour vers le Futur
- Beetlejuice
- Bill & Ted's Excellent Video Game Adventure (Versions NES et Game Boy)
- Friday the 13th
- Gotcha! The Sport!
- The Incredible Crash Dummies
- Les Dents de la mer
- Karaté Kid
- Major League Baseball
- NFL
- NFL Football
- Pictionary
- The Punisher (Version NES)
- Roger Clemens' MVP Baseball (NES version)
- Spider-Man and the X-Men: Arcade's Revenge
- Spider-Man: Return of the Sinister Six
- Spider-Man and Venom: Maximum Carnage
- Spider-Man and Venom: Separation Anxiety
- Terminator 2: Judgment Day (Versions NES, SNES et Game Boy)
- Town & Country Surf Designs: Wood & Water Rage
- True Lies (SNES)
- Warlock
- Qui veut la peau de Roger Rabbit (Version NES)
- Wolverine
- WWF King of the Ring
- WWF Raw
- WWF Royal Rumble
- WWF Superstars (Version Game Boy)
- WWF Superstars 2
- WWF Super WrestleMania
- WWF WrestleMania Challenge
- WWF WrestleMania: Steel Cage Challenge
- The Uncanny X-Men (Version NES)